# Kortlipstroomrog
De kortlipstroomrog (Narcine brevilabiata) is een kraakbeenvis, een soort uit het geslacht Narcine en de familie van de stroomroggen (Narcinidae) die voorkomt in het noordwestelijk deel van de Grote Oceaan van de kust bij Thailand tot het noorden van de China.

## Beschrijving
Onduidelijk is wat de lengte is van de kortlipstroomrog bij volwassenheid. Er zijn volwassen mannetjes gevonden van 23 cm, maar ook van 2,57 cm. Het is dus een vrij kleine rog met afgeronde vinnen en een betrekkelijk korte staart (korter dan het schijfvormige lichaam). De achterste rugvin is korter dan de voorste.

De kortlipstroomrog komt voor op een betrekkelijk geringe diepte (40-70 m) en wordt gemakkelijk gevangen omdat het een trage vis is. Net als alle andere bodembewonende soorten haaien en roggen vormt de kustvisserij een bedreiging; hij wordt gevangen als bijvangst bij de garnalenvisserij. Deze visserij is intensief binnen het gebied waar deze stroomrog voorkomt. De kortlipstroomrog staat daarom als kwetsbaar (vulnerable) op de internationale Rode Lijst van de IUCN.

## Voetnoten
1. 1 2  (en) Kortlipstroomrog op de IUCN Red List of Threatened Species.
2. ↑   de Carvalho, M.R. & McCord, M.E. 2006. Narcine brevilabiata. In: IUCN 2010. IUCN Red List of Threatened Species. Version 2010.1. <www.iucnredlist.org>. Downloaded on 01 April 2010.